# Amphoe Ban Kruat
Amphoe Ban Kruat (Thai: อำเภอบ้านกรวด) ist ein Landkreis (Amphoe – Verwaltungs-Distrikt) im Südosten der Provinz Buri Ram. Die Provinz Buri Ram liegt in der Nordostregion von Thailand, dem so genannten Isan. 

## Geographie
Benachbarte Distrikte (von Westen im Uhrzeigersinn): die Amphoe Lahan Sai und Prakhon Chai der Provinz Buri Ram sowie die Amphoe Prasat und Phanom Dong Rak in der Provinz Surin. Nach Süden grenzt der Landkreis Ban Kruat an die Provinz Oddar Meanchey von Kambodscha.

## Geschichte
Ban Kruat wurde 1938 zunächst als „Zweigkreis“ (King Amphoe) eingerichtet, indem der Tambon Ban Kruat vom Amphoe Prakhon Chai abgetrennt wurde. 
Im Jahr 1965 wurde er zum Amphoe heraufgestuft.

## Verwaltung

### Provinzverwaltung
Der Landkreis Ban Kruat ist in neun Tambon („Unterbezirke“ oder „Gemeinden“) eingeteilt, die sich weiter in 115 Muban („Dörfer“) unterteilen.
| Nr. | Name          | Thai      | Muban | Einw.  |
| --- | ------------- | --------- | ----- | ------ |
| 01. | Ban Kruat     | บ้านกรวด   | 16    | 10.401 |
| 02. | Non Charoen   | โนนเจริญ   | 11    | 08.412 |
| 03. | Nong Mai Ngam | หนองไม้งาม | 15    | 09.910 |
| 04. | Prasat        | ปราสาท    | 13    | 11.320 |
| 05. | Sai Taku      | สายตะกู    | 16    | 08.640 |
| 06. | Hin Lat       | หินลาด     | 09    | 06.219 |
| 07. | Bueng Charoen | บึงเจริญ    | 13    | 06.833 |
| 08. | Chanthop Phet | จันทบเพชร  | 12    | 07.634 |
| 09. | Khao Din Nuea | เขาดินเหนือ | 10    | 06.286 |

### Lokalverwaltung
Es gibt acht Kommunen mit „Kleinstadt“-Status (Thesaban Tambon) im Landkreis:
- Non Charoen (Thai: เทศบาลตำบลโนนเจริญ)
- Prasat (Thai: เทศบาลตำบลปราสาท)
- Bueng Charoen (Thai: เทศบาลตำบลบึงเจริญ)
- Talat Nikhom Prasat (Thai: เทศบาลตำบลตลาดนิคมปราสาท)
- Ban Kruat (Thai: เทศบาลตำบลบ้านกรวด)
- Ban Kruat Panyawat (Thai: เทศบาลตำบลบ้านกรวดปัญญาวัฒน์)
- Nong Mai Ngam (Thai: เทศบาลตำบลหนองไม้งาม)
- Chanthop Phet (Thai: เทศบาลตำบลจันทบเพชร)

Außerdem gibt es drei „Tambon-Verwaltungsorganisationen“ (องค์การบริหารส่วนตำบล – Tambon Administrative Organizations, TAO):
- Sai Taku (Thai: องค์การบริหารส่วนตำบลสายตะกู)
- Hin Lat (Thai: องค์การบริหารส่วนตำบลหินลาด)
- Khao Din Nuea (Thai: องค์การบริหารส่วนตำบลเขาดินเหนือ)